# Асікаґа Йосікі
Асікаґа Йосікі (яп. 足利義材, 9 вересня 1466 — 27 травня 1523) — 10-й сьоґун сьоґунату Муроматі. Син Асікаґи Йосімі, онук Асікаґи Йосінорі — 6-го сьоґуна сьоґунату Муроматі. Перше правління — 1490-1493, друге — 1508-1521. Під час другого правління прийняв ім'я Асікаґа Йосітане (яп. 足利 義稙).

## Життєпис
Після смерті сьогуна Асікаґа Йосімаса 1490 року стає новим правителем сьогунату. 1491 року завдав поразки Роккаку Такайорі в провінції Омі. У 1493 році він виступив проти даймьо Хосокава Масамото, проте зазнав поразки у битві при Сьоґакудзі, втікши до регіону Тюгоку (південно-західне Хонсю). Невдовзі Асікаґа Йосікі було повалено. Новим сьогуном став Асікаґа Йосідзумі.
У 1508 році, після перемоги в битві при Фунаокаяме і за підтримки Оуті Йосіокі, Асикага Йосікі знову стає сьогуном під ім'ям Йосітане. Втім фактична влада знаходилася у канрея Хосокава Такакуні.
Намагання політичними засобами та інтригами повернути собі реальну владу нічого не дали Асікаґа Йосітане. Зрештою він вступив у конфлікт з канреєм. У 1521 році, після поразки від канрея Хосокава Такакуні сьогун був змушений втекти на острів Авадзі. Помер в провінції Ава на острові Сікоку. Новим сьогуном став Асікаґа Йосіхару.